# Діамантина
Для посилання на алмазоносний район див. Діамантина (алмазоносний район)
Діамантина (порт. Diamantina) — місто, муніципалітет в штаті Мінас-Жерайс, Бразилія. Населення близько 44 тис. мешканців.
Спочатку місто називалося Arraial do Tijuco і було засноване протягом колоніального періоду, у XVIII столітті. Назва Діамантина була надана місту після відкриття алмазоносного району, після чого місто стало центром видобутку алмазів. Центр міста містить численні добре збережені зразки архітектури бразильського бароко, завдяки чому в 1999 році центр міста отримав статус Світової спадщини ЮНЕСКО.